# Географія Бурунді
Бурунді — невелика східноафриканська держава, що знаходиться в центрі континенту поблизу Великих Африканських озер . Загальна площа країни 27 830 км² (147-ме місце у світі), з яких на суходіл припадає 25 680 км², а на поверхню внутрішніх вод — 2 150 км². Площа країни трохи більш ніж площа Запорізької області України. 

## Назва
Офіційна назва — Республіка Бурунді, Бурунді (фр. Republique du Burundi, Burundi; кір. Republika y'u Burundi, Burundi). Назва країни походить від назви доколоніального королівства Бурунді, що існувало у XVII—XIX століттях. «Бу-рунді» означає землю тих, хто говорить мовою рунді (мова родини банту). Колишня назва країни — Урунді.

## Географічне положення

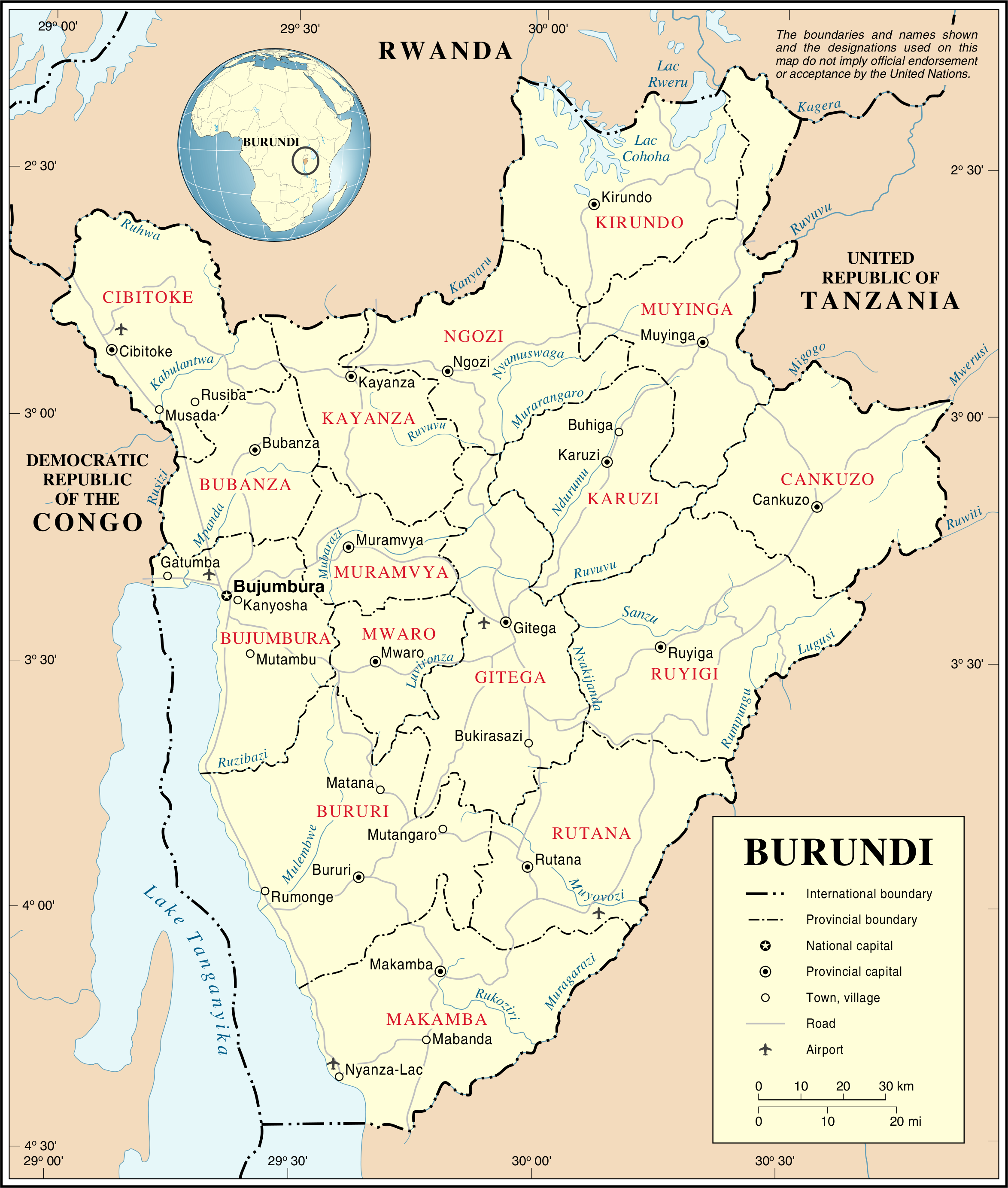
Карта Бурунді від ООН

Порівняння розмірів території Бурунді та США

Бурунді — східноафриканська країна, що межує з трьома іншими країнами: на півночі — з Руандою (спільний кордон — 315 км), на заході — з ДР Конго (236 км), на сході — з Танзанією (589 км). Загальна довжина державного кордону — 1140 км. Країна не має виходу до вод Світового океану.

### Час
Час у Бурунді: UTC+2 (той самий час, що й у Києві).

## Геологія

### Корисні копалини
Надра Бурунді багаті на ряд корисних копалин: нікель, уранові руди, рідкісноземельні елементи, торф, кобальт, мідь, платину, ванадій, ніобій, тантал, золото, олово, вольфрам, каолін, вапняк.

## Рельєф
Середні висоти — 1504 м; найнижча точка — уріз вод озера Танганьїка (772 м); найвища точка — гора Хеха (2670 м).

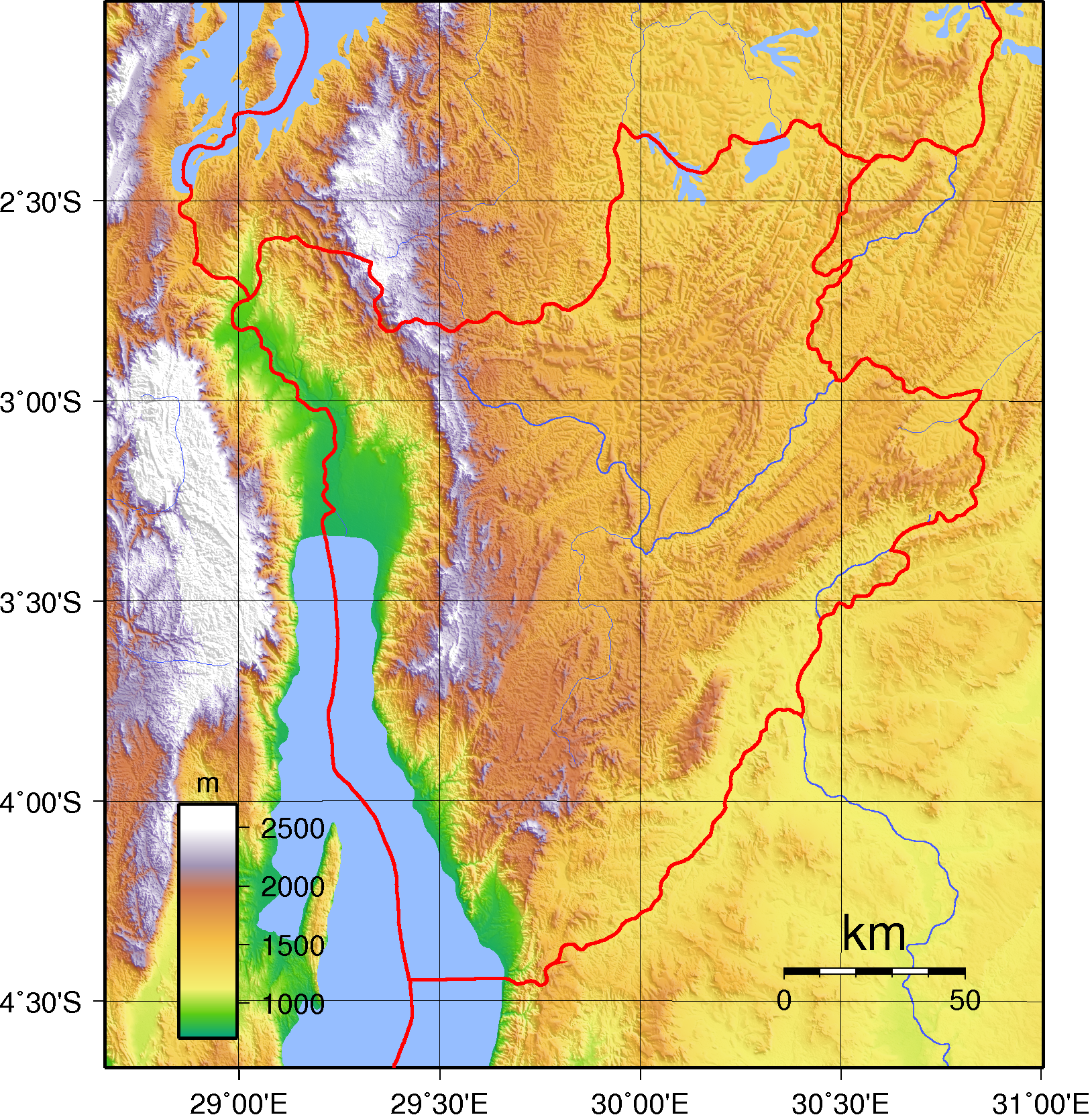
Рельєф Бурунді
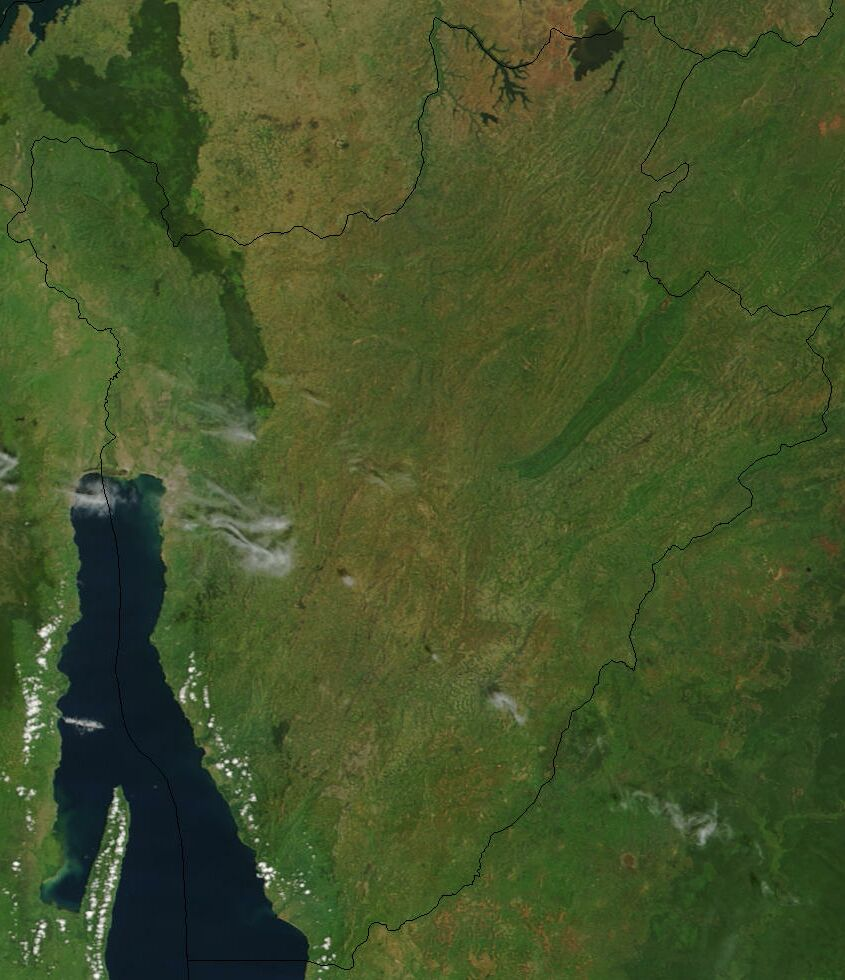
Супутниковий знімок поверхні країни, 2003 рік
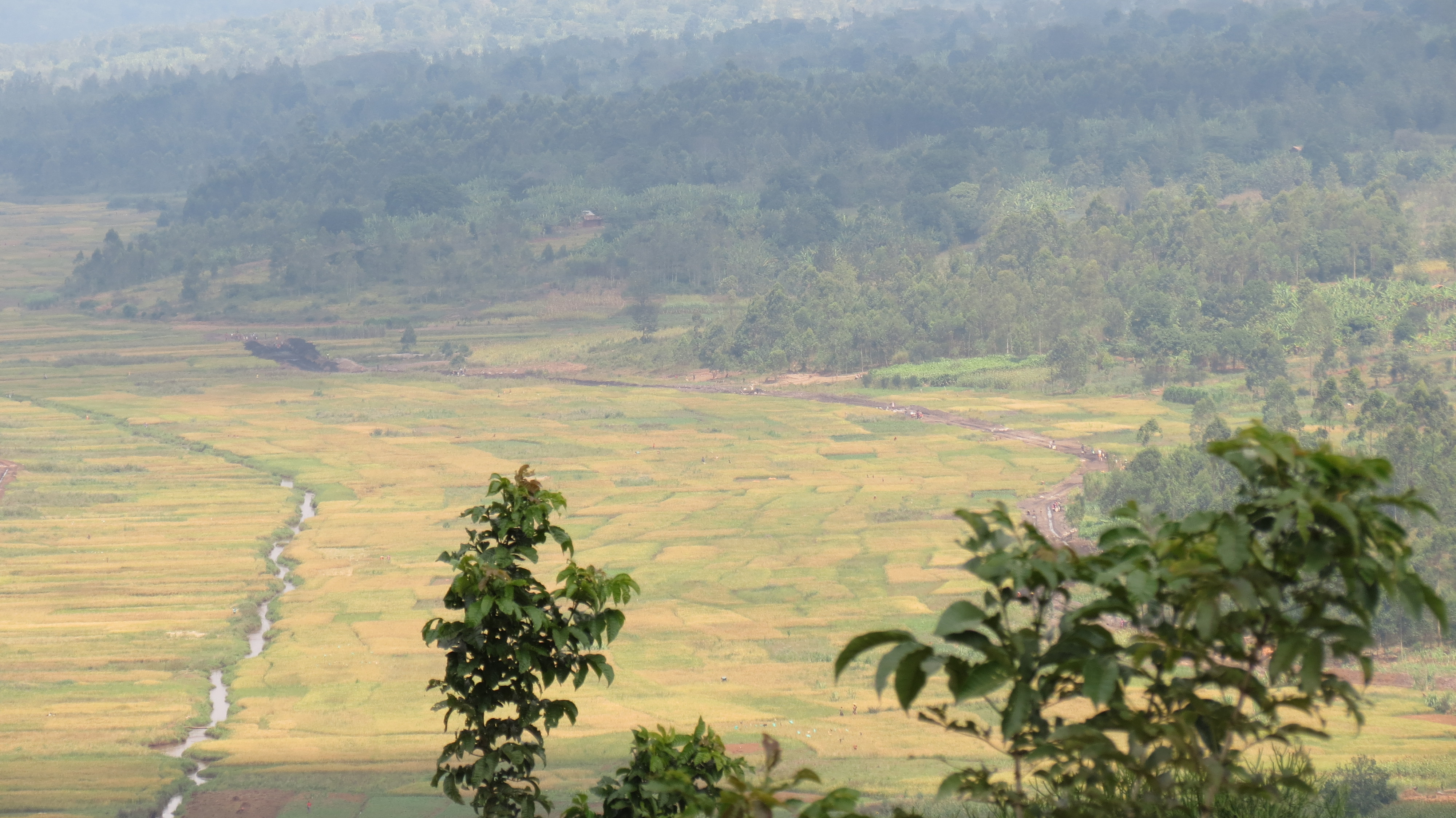
На плато Бурунді

## Клімат
Територія Бурунді лежить у екваторіальному кліматичному поясі. Цілий рік панують екваторіальні повітряні маси. Цілий рік спекотно, сезонні коливання температури незначні, значно менші за добові. превалюють слабкі вітри, цілий рік надмірне зволоження, майже щодня по обіді йдуть дощі, часто зливи з грозами.

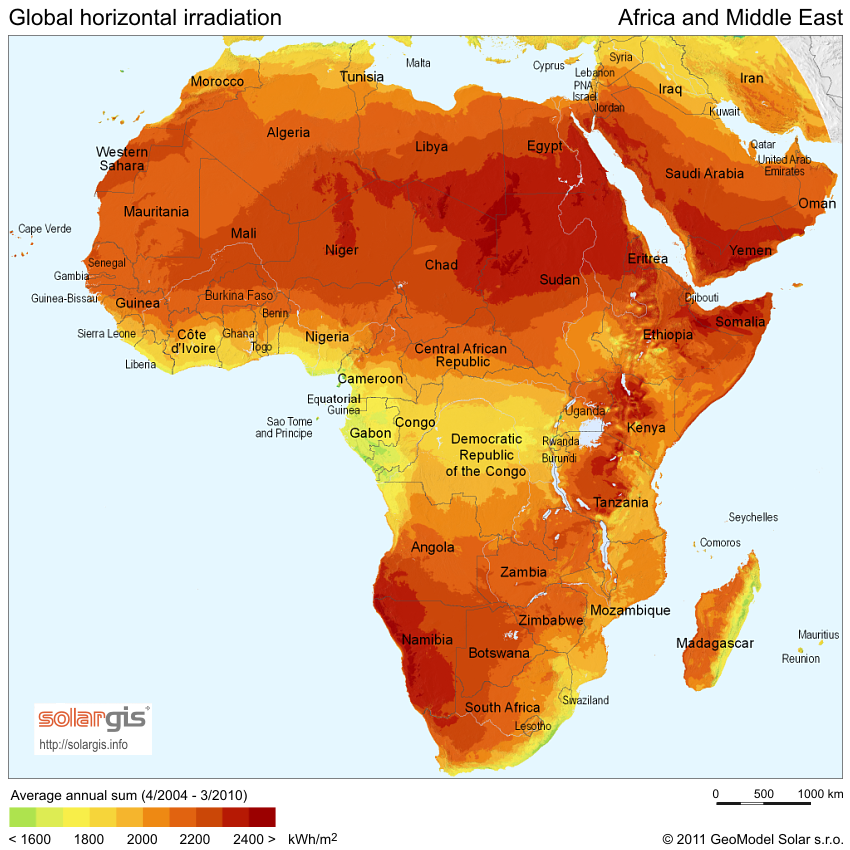
Сонячна радіація (англ.)

Бурунді є членом Всесвітньої метеорологічної організації (WMO), в країні ведуться систематичні спостереження за погодою.

## Внутрішні води
Загальні запаси відновлюваних водних ресурсів (ґрунтові і поверхневі прісні води) становлять 12,54 км³.
Станом на 2012 рік в країні налічувалось 230 км² зрошуваних земель.

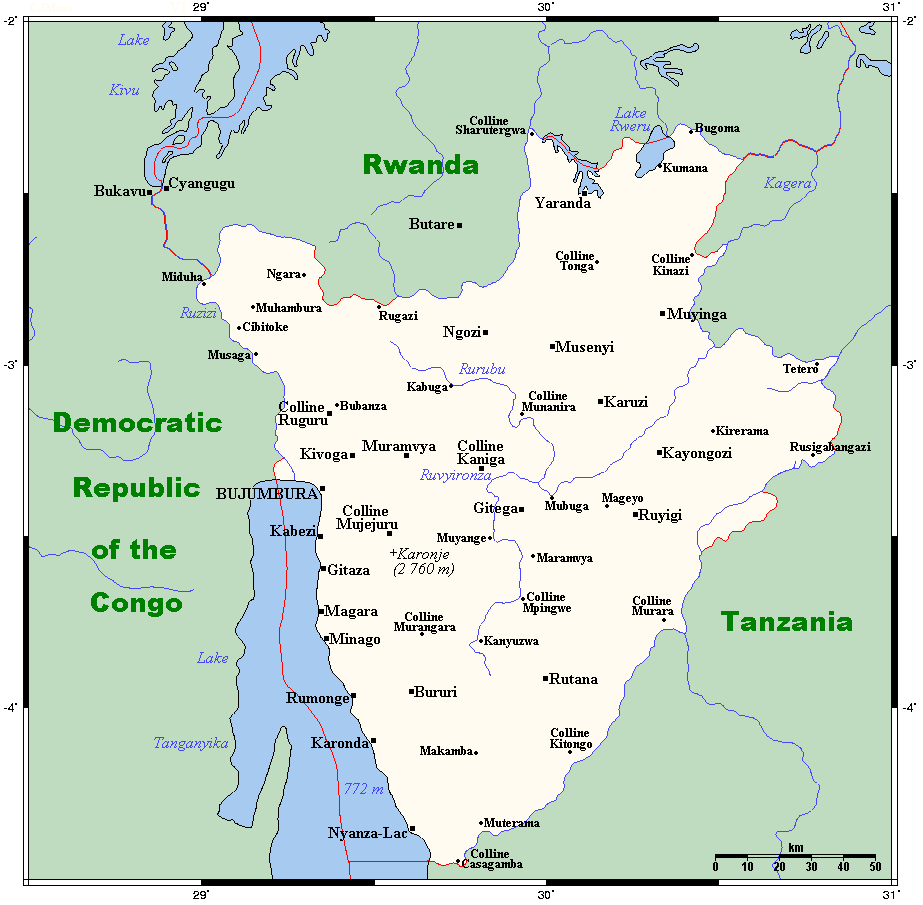
Гідрографічна мережа Бурунді
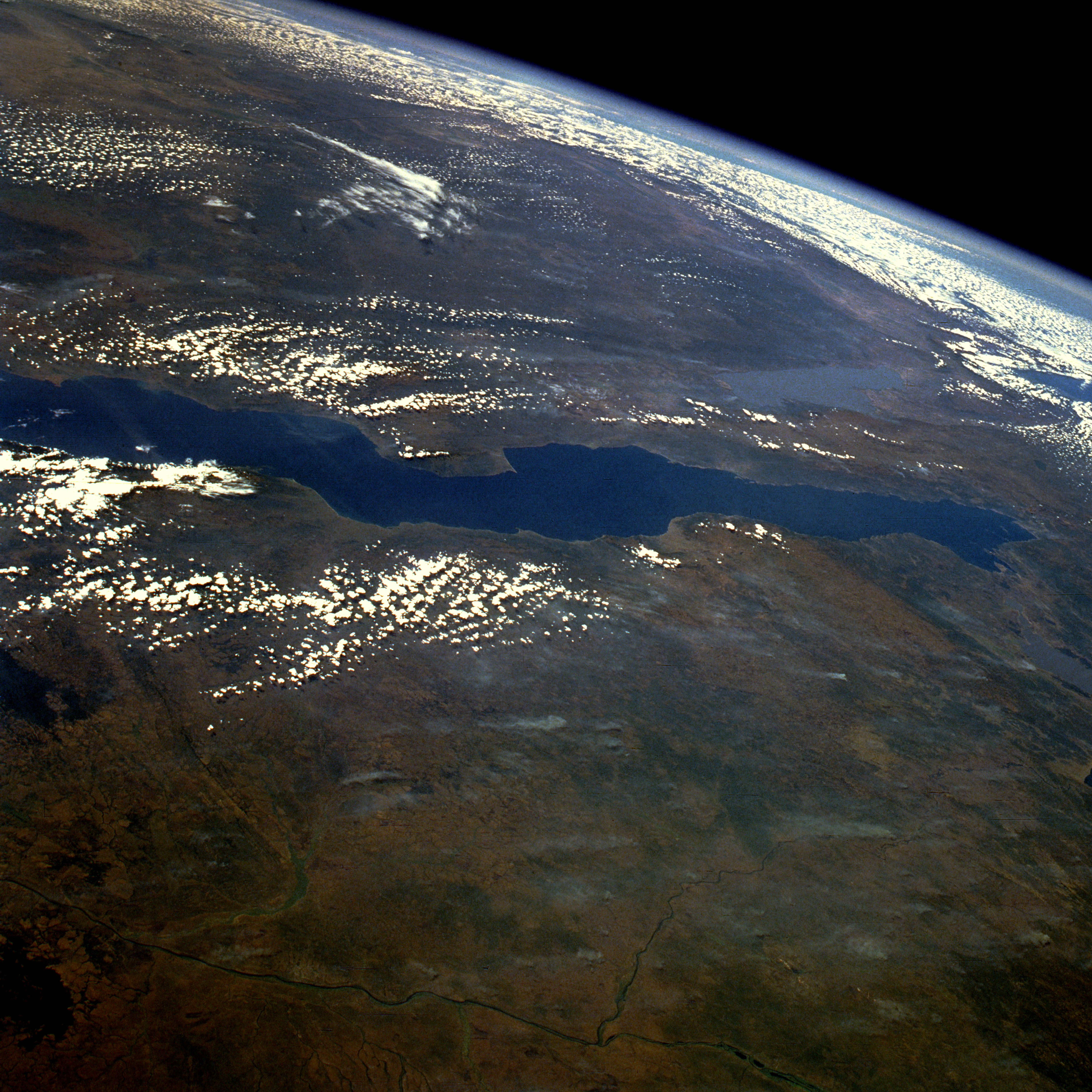
Озеро Танганьїка з космосу

### Річки
Річки країни на сході належать басейну Середземного моря Атлантичного океану, річка Кагера, що впадає в озеро Вікторія, є витоком Нілу. На заході річки належать до безстічної області рифтового озера Танганьїка.

## Рослинність
Земельні ресурси Бурунді (оцінка 2011 року):
- придатні для сільськогосподарського обробітку землі — 73,3 %,
  - орні землі — 38,9 %,
  - багаторічні насадження — 15,6 %,
  - землі, що постійно використовуються під пасовища — 18,8 %;
- землі, зайняті лісами і чагарниками — 6,6 %;
- інше — 20,1 %[1].

## Тваринний світ
Зоогеографічно територія країни належить до Східноафриканської підобласті Ефіопської області.

## Охорона природи
Бурунді є учасником ряду міжнародних угод з охорони навколишнього середовища:
- Конвенції про біологічне різноманіття (CBD),
- Рамкової конвенції ООН про зміну клімату (UNFCCC),
- Кіотського протоколу до Рамкової конвенції,
- Конвенції ООН про боротьбу з опустелюванням (UNCCD),
- Конвенції про міжнародну торгівлю видами дикої фауни і флори, що перебувають під загрозою зникнення (CITES),
- Базельської конвенції протидії транскордонному переміщенню небезпечних відходів,
- Монреальського протоколу з охорони озонового шару,
- Рамсарської конвенції із захисту водно-болотних угідь[10].

Урядом країни підписана, але не ратифікована міжнародна угода щодо міжнародного морського права.

## Стихійні лиха та екологічні проблеми
На території країни спостерігаються небезпечні природні явища і стихійні лиха: повіді; зсуви ґрунту; посухи.
Серед екологічних проблем варто відзначити:
- ерозію ґрунтів як наслідок перевипасання і розширення сільськогосподарських масивів на землі, чутливі до навантаження;
- знеліснення через неконтрольовані рубки деревини на паливо;
- знищення природного середовища загрожує популяції диких тварин.

## Фізико-географічне районування
У фізико-географічному відношенні територію Бурунді можна розділити на _ райони, що відрізняються один від одного рельєфом, кліматом, рослинним покривом: .

### Українською
- Атлас світу / голов. ред. І. С. Руденко ; зав. ред. В. В. Радченко ; відп. ред. О. В. Вакуленко. — К. : ДНВП «Картографія», 2005. — 336 с. — ISBN 9666315467.
- Атлас. 7 клас. Географія материків і океанів / Укладачі О. Я. Скуратович, Н. І. Чанцева. — К. : ДНВП «Картографія», 2014.
- Бєлозоров С. Т. Африка : фізико-географічний нарис. — вид. 2-ге, перероб. і доп. — К. : Радянська школа, 1957. — 232 с.
- Бєлозоров С. Т. Географія материків. — К. : Вища школа, 1971. — 371 с.
- Барановська О. В. Фізична географія материків і океанів : навч. посіб. для студентів ВНЗ : [у 2 ч.]. — Н. : Ніжинський державний університет ім. Миколи Гоголя, 2013. — 306 с. — ISBN 978-617-527-106-3.
- Бурунді // Гірничий енциклопедичний словник : [у 3-х тт.] / за ред. В. С. Білецького. — Д. : Східний видавничий дім, 2004. — Т. 3. — 752 с. — ISBN 966-7804-78-X.
- Костів Л. Я. Фізична географія материків і океанів. Африка : навч.-метод. посібник. — Л. : Видавничий центр ЛНУ імені Івана Франка, 2017. — 184 с. — ISBN 978-617-10-0374-3.
- Панасенко Б. Д. Фізична географія материків : навч. посіб. : в 2 ч. — В. : ЕкоБізнесЦентр, 1999. — 200 с.
- Юрківський В. М. Регіональна економічна і соціальна географія. Зарубіжні країни: Підручник. — 2-ге. — К. : Либідь, 2001. — 416 с. — ISBN 966-06-0092-5.

### Англійською
- (англ.) Graham Bateman. The Encyclopedia of World Geography. — Andromeda, 2002. — 288 с. — ISBN 1871869587.

### Російською
- (рос.) Авакян А. Б., Салтанкин В. П., Шарапов В. А. Водохранилища. — М. : Мысль, 1987. — 326 с. — (Природа мира)
- (рос.) Алисов Б. П., Берлин И. А., Михель В. М. Курс климатологии [в 3-х тт.] / под. ред. Е. С. Рубинштейна. — Л. : Гидрометиздат, 1954. — Т. 3. Климаты земного шара. — 320 с.
- (рос.) Апродов В. А. Вулканы. — М. : Мысль, 1982. — 368 с. — (Природа мира)
- (рос.) Апродов В. А. Зоны землетрясений. — М. : Мысль, 2010. — 462 с. — (Природа мира) — ISBN 978-5-244-01122-7.
- (рос.) Бурунди // Африка: энциклопедический справочник [в 2-х тт.] / гл. ред. А. А. Громыко. — М. : Советская энциклопедия, 1986. — 671 с.
- (рос.) Браун Л. Африка. — М. : Прогресс, 1976. — 288 с. — (Континенты, на которых мы живем)
- (рос.) Букштынов А. Д., Грошев Б. И., Крылов Г. В. Леса. — М. : Мысль, 1981. — 316 с. — (Природа мира)
- (рос.) Власова Т. В. Физическая география материков. С прилегающими частями океанов. Южная Америка, Африка, Австралия и Океания, Антарктида. — 4-е, перераб. — М. : Просвещение, 1986. — 269 с.
- (рос.) Гвоздецкий Н. А., Голубчиков Ю. Н. Горы. — М. : Мысль, 1987. — 400 с. — (Природа мира)
- (рос.) Гвоздецкий Н. А. Карст. — М. : Мысль, 1981. — 214 с. — (Природа мира)
- (рос.) Географический энциклопедический словарь: географические названия / под. ред. А. Ф. Трёшникова. — 2-е изд., доп. — М. : Советская энциклопедия, 1989. — 585 с. — ISBN 5-85270-057-6.
- (рос.) Исаченко А. Г., Шляпников А. А. Ландшафты. — М. : Мысль, 1989. — 504 с. — (Природа мира) — ISBN 5-244-00177-9.
- (рос.) Словарь современных географических названий / под общей редакцией акад. В. М. Котлякова. — Екатеринбург : У-Фактория, 2006.
- (рос.) Лобова Е. В., Хабаров А. В. Почвы. — М. : Мысль, 1983. — 304 с. — (Природа мира)
- (рос.) Максаковский В. П. Географическая картина мира. Книга I: Общая характеристика мира. — М. : Дрофа, 2008. — 495 с. — ISBN 978-5-358-05275-8.
- (рос.) Максаковский В. П. Географическая картина мира. Книга II: Региональная характеристика мира. — М. : Дрофа, 2009. — 480 с. — ISBN 978-5-358-06280-1.
- (рос.) Поспелов Е. М. Географические названия мира: Топонимический словарь. — М. : АСТ, 2005.
- (рос.) Бурунди // Страны Африки. Политико-экономический справочник / ред. В. Солодовников, В. Румянцев. — М. : Издательство политической литературы, 1969. — 318 с.
- (рос.) Физико-географический атлас мира. — М. : Академия наук СССР и Главное управление геодезии и картографии ГУГК СССР, 1964. — 298 с.
- (рос.) Энциклопедия стран мира / глав. ред. Н. А. Симония. — М. : НПО «Экономика» РАН, отделение общественных наук, 2004. — 1319 с. — ISBN 5-282-02318-0.